# جون هان نا
جون هان نا مواليد 22 نوفمبر 1989، هي لاعبة كرة يد كورية جنوبية تلعب كوسط مدافع. مثلت منتخب كوريا الجنوبية لكرة اليد للسيدات. شاركت في دورة الألعاب الأولمبية الصيفية سنة 2012.

## سجل المنافسة
شاركت في البطولات التالية:
- الألعاب الأولمبية الصيفية 2012
- الألعاب الأولمبية الصيفية 2016
- بطولة العالم لكرة اليد للسيدات 2013
- بطولة العالم لكرة اليد للسيدات 2015

## روابط خارجية
- جون هان نا على موقع أوليمبيديا (الإنجليزية)